# Hệ thống hài hòa toàn cầu về phân loại và ghi nhãn hóa chất
Hệ thống hài hoà toàn cầu về phân loại và ghi nhãn hoá chất - Globally Harmonized System of Classification and Labeling of Chemicals (viết tắt GHS) là hệ thống toàn cầu được xây đựng và thừa nhận bởi Liên hiệp Quốc.  hệ thống này được xây dựng để thay thế cho các hệ thống phân loại và ghi nhãn hoá chất khác nhau giữa các quốc gia nhằm mục đích thống nhất phù hợp trên phạm vi toàn cầu.  Hệ thống bắt đầu phát triển tại hội nghị thượng đỉnh Liên Hợp Quốc tại Rioat năm 1992. Khi liên đoàn lao động Quốc tế(ILO), Tổ chức Hợp tác và Phát triển Kinh tế (OECD), các chính phủ và các thành viên khác nhóm họp tại hội nghị Liên hợp Quốc. Hệ thống này áp dụng cho Cộng đồng chung châu Âu (Hiện nay EU hệ thống GHS vào luật EU như là Quy định phân loại, ghi nhãn đóng gói(CLP Regulation) và tiêu chuẩn của cơ quanquản lý an toàn và sức khỏe lao động Hoa Kỳ.

## Lịch sử
Trước khi GHS được ban hành và thực hiện ở Liên hợp Quốc, Ở các quốc gia khác nhau có các quy định về phân loại hóa chất riêng lẻ. Những quy định này tương tự nhau.
GHS được thiết kế để thống nhất các hệ thống phân loại hoá chất thành một quy định chung áp dụng cho các quốc gia chấp nhận GHS (Tuy nhiên, GHS không bắt buộc trong luật của Liên hợp Quốc).  Hệ thống này thúc đẩy phát triển cơ sở hạ tầng ở các quốc gia áp dụng, đặc biệt là các nước đang phát triển.  
Dự định lâu dài, hệ thống GHS giúp thúc đẩy hiểu biết về nguy cơ gây bệnh mãn tính của hóa chất và khuyến khích dần dần loại bỏ các hóa chất độc hại, đặc biệt chất gây ung thư, đột biến gen, gây độc sinh sản, hoặc thay thế chúng bằng những hóa chất ít độc hơn.

## Phân loại hóa chất theo nguy cơ
Hệ thống phân loại GHS phức tạp với lượng dữ liệu thu thập từ thử nghiệm, tài liệu, và kinh nghiệm thực tế.